# 젤코 이바네크
젤코 이바네크(Željko Ivanek, 1957년 8월 15일 ~ )는 미국의 배우이다.

## 출연 작품
- 킬러들의 도시
- 데미지
- 시빌 액션
- 블랙 호크 다운
- 타워 하이스트 - 머진 감독 역
- 본 레거시 - Dr. 도널드 포이트 역
- 아르고- 애덤 앵겔 역
- 더 스토리: 세상에 숨겨진 사랑 - 죠셉 커터 역
- 세븐 싸이코패스 - 파울로 역
- 더 모브 닥터 - Dr. 스태포드 역
- 쓰리 빌보드 - 세드릭 역